# Замок Клонтарф

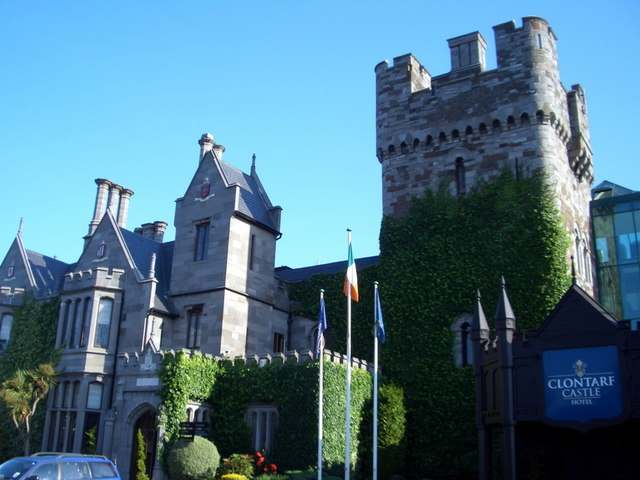
Замок Клонтарф.

Замок Клонтарф (англ. Clontarf Castle, ірл. Caisleán Chluain Tarbh) — Кашлен Хлуань Тарб — один із замків Ірландії, розташований у графстві Дублін. Місце Клонтарф знамените тим, що на цьому місці відбулась відома битва між ірландцями та вікінгами у 1014 році. Старовинний замок у Клонтарфі стояв як мінімум ще в 1172 році. Замок Клонтарф значно перебудований у 1837 році. Нині в замку готель, бар, кабаре.

## Історія замку Клонтарф
Перший замок Клонтарф про який відомо історикам і який потім був повністю зруйнований, відбудований у 1172 році Хю де Лейсі — лорд Міт та його орендар Адам де Фепоу. Потім замком Клонтарф володіли лицарі з ордену Тамплієрів, аж до заборони ордену в 1308 році. Після цього замок перейшов у володіння лицарів з ордену Госпітал'єрів. Але потім замок конфіскували у Госпіталь'єрів як і багато інших замків і монастирів. Останнім володарем замку був Джон Равсон — віконт Клонтарф, що отримав титул віконта в обмін на замок, який він передав короні Англії.
У 1600 році королева Єлизавета I дарувала маєток і замок Клонтарф серу Джеффрі Фентону, її державному секретарю з Ірландії. Замок успадкували його нащадки — родина Кінг. Джордж Кінг Клонтарфський брав участь в Ірландського повстанні 1641 року на боці Ірландської конфедерації. Повстанці були розбиті, маєток та замок Клонтарф було конфісковано.
Після того як Олівер Кромвель втопив ірландське повстання в крові, завоював Ірландію, маєток і замок Клонтарф він дарував капітану Джону Блеквеллу 14 серпня 1649 року. Згодом капітан Блеквелл продав замок і маєток Джону Вернону — генерал-квартирмейстеру армії Олівера Кромвеля. Сім'я Вернон володіла замком близько 300 років.
У 1660 році Джон Вернон передав замок Клонтарф своєму синові — Едварду Вернону. Едвард помер у 1684 році й одна з його сестер заволоділа замком. У 1695 році двоюрідний брат Едварда — також на ім'я Джон Вернон стверджував, що його права на замок були йому даровані актом парламенту в 1698 році.
Останній із родини Вернон по прямій чоловічій лінії — Едвард Вернон Кінгстон (1869—1967), що успадкував замок і маєток після смерті свого батька Едварда в 1913 році. Він жив у замку всього шість місяців, після чого він передав замок Джону Джорджу Олтону і його дружині Моні. Замок був нарешті остаточно викуплений Олтонами у власність у 1933 році.
Джон Джордж Олтон помер у замку Клонтарф 17 квітня 1952 року і замок був залишений на його сина — Десмонда, що продав майно, щоб оплатити похорон батька та інші витрати і борги.
Замок залишався без власника до 1957 року, коли його викупила місіс Еган, що, у свою чергу продала його Едді Рігану в 1960-ті роки. Геррі та Кармел Хуліган купили замок у 1972 році і перетворили його в популярне місця відпочинку, влаштували там кабаре, що працювало до 1998 року.
Замок знову відкрив свої двері для публіки як чотиризірковий готель у червні 1997 року.

## Особливості споруди
Замок був фундаментально перебудований в 1837 році. Нинішню споруду замку побудував ірландський архітектор Вільям Вітрувій Моррісон для власника Джона Едварда Венаблеса Вернона. Ця перебудова була здійснена, коли стало ясно. Що старий замок може обвалитися в будь-яку мить. Замок був значно розширений, додані крила замку. Більшість земель маєтку Клонтарф давно були продані і забудовані.

## Замок Клонтарф в мистецтві
Гендель був частим гостем замку під час його перебування в Дубліні під час прем'єри «Месії» в 1742 році. Господиня замку в той час — Дороті Вернон, була родом із Ганновера і була «особливо інтимна» з композитором. Гендель написав для неї «Музику лісу» і сказав, що тут поєднані німецькі та ірландські мелодії. Сусідня земля Доллімаунт називається названий на честь цієї дами.
Замок Клонтарф намалював художник Тернер, хоча він ніколи замок не відвідував (це єдина його картина на ірландську тему). Його покровитель — Волтер Фоукс одружився з Марією Софією Вернон у Клонтарфі та один із її ескізів, як вважають, був основою готової акварелі. Робота була неправильно названа як «Замок Кантарф». Картина була правильно ідентифікована тільки в 1998 році. На ній зображений замок, що передує нинішній будівлі.
Деякі дитячі спогади про замок Клонтарф у перші роки 20-го століття з'являються в Ворогів Промайс у книзі письменника Кирила Конноллі, чия мати була з сім'ї Вернон.
Замок Клонтарф згадується в пісні ірландської рок-групи «Сін Ліззі» — у пісні «Дружні Рейджери в замку Клонтарф» (1971).
До того, як замок став готелем, він був популярним кабаре. Тут виступали коміки Том О'Коннор і Морін Поттер, акордеоніст Дермот О'Браєн. Кожен випустив живі записи, зроблені там. Дана була коронована королевою Кабаре там у 1968 році, до перемоги в 1970 на Євробаченні. У 1997 році будівельні роботи включали в себе будівництво нового конференц-залу і бенкетного центру, що є місцем конференцій, ярмарків антикваріату, популярним місцем весіль. У 2014 році замок Клонтарф нагороджений як найкращий готель.